# Abbie Brown
Abbie Brown (10 de abril de 1986) é uma jogadora de rugby sevens britânica.

## Carreira
Abbie Brown integrou o elenco da Seleção Britânica Feminina de rugbi sevens, na Rio 2016, onde foi a 4º colocada.